# Souimanga de Vigors
Aethopyga vigorsii
Espèce
Statut de conservation UICN

LC : Préoccupation mineure
Le Souimanga de Vigors (Aethopyga vigorsii) est une espèce de passereaux de la famille des Nectariniidae. L'espèce est présente sur la côte ouest de l'Inde.

## Systématique
Le nom valide complet (avec auteur) de ce taxon est Aethopyga vigorsii (Sykes, 1832).
L'espèce a été initialement classée dans le genre Cinnyris sous le protonyme Cinnyris vigorsii Sykes, 1832.
Ce taxon porte en français le nom vernaculaire ou normalisé suivant : Souimanga de Vigors.